# Aufstehen
Aufstehen (Eigenschreibweise: aufstehen) ist eine politische Organisation in Deutschland, die unter anderem von der damaligen Linken-Politikerin Sahra Wagenknecht initiiert wurde. Sie versteht sich als Sammlungsbewegung der linken politischen Parteien bzw. Richtung. Nachdem sich Wagenknecht im März 2019 von der Spitze der Bewegung zurückgezogen hatte und sich eine Reihe prominenter Mitstreiter davon abgewandt hatten, kam sie weitgehend zum Erliegen.

## Hintergrund
Nachdem Sahra Wagenknecht die Idee einer linken Sammlungsbewegung bereits über einen Zeitraum von mehreren Monaten hinweg propagiert hatte, wurde die Internetpräsenz mit dem Namen aufstehen.de am 4. August 2018 in Betrieb genommen. Das Nachrichtenmagazin Der Spiegel brachte in seiner Ausgabe vom selben Wochenende ein Interview mit Sahra Wagenknecht und unterstützende Stellungnahmen von Marco Bülow, Sevim Dağdelen (Linke) und Antje Vollmer (Grüne).
Vorbilder sind sowohl die Sammlungsbewegung La France insoumise von Jean-Luc Mélenchon, die anlässlich der Präsidentschaftswahlen 2017 in Frankreich gegründet worden war, als auch die Momentum-Kampagne des britischen Labour-Vorsitzenden Jeremy Corbyn oder die Bewegung The People for Bernie Sanders zur Unterstützung des US-Senators und US-Präsidentschaftskandidaten 2016 Bernie Sanders.
Der am 30. August 2018 eingetragene Aufstehen Trägerverein Sammlungsbewegung e. V. hat seinen Sitz in Berlin. Vorstand ist der Dramaturg Bernd Stegemann. Laut Geschäftsführerin Ida Schillen ist Sahra Wagenknecht nicht Mitglied des Vereins.

## Geschichte

Städte mit Treffen von Aufstehen-Ortsgruppen während der kurzen Blütezeit der Bewegung, Stand 28. November 2018

Der offizielle Auftakt erfolgte am 4. September 2018 in der Bundespressekonferenz mit Sahra Wagenknecht, Bernd Stegemann, Ludger Volmer und Simone Lange. Dort wurde bekannt gegeben, dass sich innerhalb eines Monats 101.741 Personen als Interessenten auf der Website registriert hätten. Laut Sevim Dağdelen habe man mit Stand Dezember 2018 167.000 Unterstützer und 188 Ortsgruppen.
Die seit 2015 bestehende österreichische zivilgesellschaftliche Organisation #aufstehn bat die deutsche Initiative, Namen, Hashtag, Schriftart und Farbe zu ändern, da Verwechslungsgefahr bestehe, #aufstehn sich inhaltlich deutlich unterscheide und man nicht „in das Fahrwasser einer parteipolitisch ausgerichteten Bewegung kommen“ wolle. Dazu war Aufstehen nicht bereit, man habe sich lediglich darauf einigen können, dass das deutsche Projekt künftig auf das Hashtag im Logo verzichtet.
Mehrere Persönlichkeiten aus dem Kulturbereich, wie z. B. der Autor Ingo Schulze, sowie den Sozial- und Politikwissenschaften, z. B. Wolfgang Streeck, der Historiker Peter Brandt und der Politökonom Dieter Klein, bekundeten anfänglich Unterstützung für die Sammlungsbewegung.
Im Februar 2019 rief Aufstehen zur bundesweiten „Aktion Bunte Westen“ auf, bei der mehrere hundert Menschen in verschiedenen deutschen Städten demonstrierten.
Anfang März 2019 gab Sahra Wagenknecht ihren Rückzug aus der Spitze von Aufstehen bekannt. Grund für ihren Rückzug sei ein Burn-out. Sie beklagte, dass sich die Parteien, die die Bewegung ansprechen wolle, „eingemauert“ hätten. Mehrere prominente Mitglieder äußerten in einer gemeinsamen Erklärung Kritik an ihrem Rückzug.
Der Musikkabarettist Florian Kirner, der die Bewegung von Anfang an unterstützt hatte, verließ sie Mitte März 2019 und bilanzierte, dass diese eine „ärgerliche und in weiten Teilen abstoßende politische Erfahrung“ gewesen sei. Elf Aktivisten, die sich bisher im Vorstand und im Arbeitsausschuss von „Aufstehen“ engagiert hatten (darunter Antje Vollmer, Ludger Volmer, Peter Brandt, André Brie, Marco Bülow, Ingo Schulze), erklärten öffentlich: „Wer Spaltungen überwinden und viele unterschiedliche Kräfte sammeln will, muss aber auch sammeln können. Diesem Anspruch ist Aufstehen nicht gerecht geworden.“ In Anspielung auch auf Wagenknecht und Lafontaine, heißt es, die Initiatoren hätten sich sträflich unvorbereitet gezeigt auf die organisatorischen, politischen, finanziellen und personalpolitischen Probleme, die eine so sprunghaft anwachsende Bewegung gerade am Anfang zu bewältigen habe. Die Bundesebene der Bewegung sei „im ersten Anlauf gescheitert“, auch wenn es eine Reihe engagiert arbeitender Basisgruppen gebe. Der erst im Januar eingesetzte vorläufige Vorstand der Organisation legte seine Arbeit nieder.
Laut dem Nachrichtenmagazin Der Spiegel war die Bewegung im Jahr 2021 bereits gescheitert.
Ab dem 23. Oktober 2023 wurde im Netzauftritt von aufstehen auf die Übertragung der Pressekonferenz verwiesen, auf der am selben Tag der Verein BSW – Für Vernunft und Gerechtigkeit vorgestellt wurde. Der Verein hatte die Gründung der neuen Partei Bündnis Sahra Wagenknecht organisiert.

## Ausrichtung
Das Projekt richtet sich „gegen die herrschende Linie bei Grünen, SPD und Linken“. Ziel soll nicht die Gründung einer eigenständigen Partei sein, sondern für die politische Linke in Deutschland parlamentarische Mehrheiten zu ermöglichen, insbesondere für die im Bundestag vertretenen Parteien Die Linke, SPD und Bündnis 90/Die Grünen. Ein weiteres Ziel ist, Wähler der AfD zurückzugewinnen. Aufstehen soll so zu einer linken Sammlungsbewegung werden. Aufstehen-Gründungsvorstand Bernd Stegemann sprach sich gegen eine „wohlmeinende bürgerliche Klasse“ aus, die „mit Rührung auf das Elend der Welt“ blicke, dabei blind sei für die sozialen Nöte im eigenen Land, den Konkurrenzdruck, der sich durch Zuwanderung im eigenen Land ergebe, laut der der Klassenkampf vorbei sei und in der es nur noch um eine „biopolitische Perfektionierung des Alltags und die Sprachregelungen der Political Correctness“ gehe.
In dem Gründungsaufruf von Aufstehen wird klargestellt, dass noch kein Programm existiere, da dies gemeinsam mit den Anhängern erarbeitet werden solle. Gleichwohl werden erste politische Ziele genannt:
- Eine neue Friedenspolitik; Deutschland und Europa müssten unabhängiger von den USA werden.
- Sichere Arbeitsplätze, gute Löhne, gerechte Steuern, ein erneuerter starker Sozialstaat mit innovativer Wirtschaft
- Naturverträgliches Wirtschaften
- Privatisierungen sollen beendet und rückgängig gemacht werden.
- Exzellente Bildung für alle
- Die Demokratie soll gerettet werden, indem der Einfluss von Konzernen und Banken eingeschränkt, direkte Demokratie ermöglicht, Lobbyismus aufgedeckt und Parteispenden von Unternehmen verboten werden.
- Sicherheit im Alltag durch mehr Personal und bessere Ausstattung von Polizei, Justiz und sozialer Arbeit
- Ein europäisches Deutschland in einem geeinten Europa souveräner Demokratien
- Das Recht auf Asyl soll für Verfolgte gewährleistet, Waffenexporte in Spannungsgebiete und unfaire Handelspraktiken beendet, Kriegs- und Klimaflüchtlingen geholfen, Armut, Hunger und Elendskrankheiten vor Ort bekämpft und in den Heimatländern Perspektiven geschaffen werden.
- Eine neue Weltwirtschaftsordnung soll die Lebenschancen aller Völker auf hohem Niveau und im Einklang mit den Ressourcen angleichen.

## Rezeption
Zuspruch für die Idee bekam Wagenknecht von verschiedenen Politikern aus den linken Parteien im Bundestag (Die Linke, SPD und Bündnis 90/Die Grünen). Aus den Reihen der Linkspartei wurden das Projekt und insbesondere Lafontaine und Wagenknecht auch kritisiert. Dietmar Bartsch äußerte, er unterstütze den Wechsel hin zu Mitte-Links und das Projekt könne für Bewegung sorgen, aber Lafontaine und Wagenknecht stünden nicht zwingend für die Zusammenführung von Linken. Benjamin Hoff kritisierte, die Bewegung bediene den Trend des „Wir gegen die Politik da oben“, dies sei „antiaufklärerisch“. In der SPD sei von „einer PR-Nummer von Frau Wagenknecht“ die Rede gewesen, hieß es im Spiegel. Klaus Staeck sieht in Aufstehen einen „Frontalangriff vor allem gegen die Sozialdemokratie“. Die SPD-Politikerin Hilde Mattheis, Vorsitzende des Forums Demokratische Linke 21, betonte ihre Auffassung, dass eine Sammlungsbewegung nur „von unten nach oben“ entstehen könne. Ähnlich äußerte sich im ZDF-Sommerinterview auch die Bundesvorsitzende der Grünen, Annalena Baerbock.
Der Co-Fraktionsvorsitzende der Linken im Bundestag, Dietmar Bartsch, sprach sich für die Bewegung als Gegengewicht zu dem Rechtsruck in Deutschland aus, nachdem er sich im Vorfeld skeptisch geäußert hatte. Wagenknechts Engagement führte jedoch zu einem Konflikt mit der Parteivorsitzenden Katja Kipping und anderen Politikern der Partei, deren Vorstand sich im September 2018 in einem Mehrheitsbeschluss von Aufstehen distanzierte.
Der Protest- und Bewegungsforscher Dieter Rucht sieht in der Gründung der Sammlungsbewegung ein Zeichen von Schwäche der beteiligten Politiker. Im Deutschlandfunk sagte er: „Wenn man selbst im Aufwind ist, und wenn man glaubt, innerhalb der Partei einhellige Unterstützung zu bekommen, dann ist es gar nicht notwendig, zu einer Sammlungsbewegung aufzurufen.“
Eine repräsentative Umfrage von Kantar Emnid im Auftrag des Focus ergab, dass sich 34 Prozent der Deutschen im August 2018 vorstellen konnten, Aufstehen zu wählen, wenn die Organisation zu Wahlen antreten würde. Demnach konnten sich 87 Prozent der Anhänger der Linkspartei dies vorstellen, bei den Anhängern der Grünen waren es 52 Prozent, bei SPD-Anhängern 37 Prozent.
Im Zusammenhang mit der Gründung des Vereins BSW – Für Vernunft und Gerechtigkeit berichtete der Spiegel im Herbst 2023, hinter diesem Projekt stehe dieselbe Personengruppe, die aufstehen initiiert habe. In dem neuen Verein wolle man einen massiven unkontrollierten Beitritt von unerwünschten Personen vermeiden, die schließlich die Organisationsstrukturen der Bewegung übernähmen. Daran sei aufstehen gescheitert.

## Verweise
- Aufstehen